# Steirerkind
Steirerkind ist ein österreichischer Fernsehfilm aus der Landkrimi-Filmreihe aus dem Jahr 2018 von Wolfgang Murnberger. Der Film wurde am 20. Jänner 2018 im ORF erstmals ausgestrahlt. In der ARD wurde der Film am 7. April 2018 erstmals gezeigt. Bei dem Film handelt es sich um die Fortsetzung von Steirerblut (2014), die Handlung basiert auf dem dritten Roman von Claudia Rossbacher. Die Reihe wurde u. a. mit Steirerkreuz (2019) fortgesetzt.

## Handlung
In ihrem zweiten Fall ermitteln Sandra Mohr und ihr Vorgesetzter Sascha Bergmann vom LKA Graz in Schladming. Zwei Tage vor Beginn des Nightrace auf der Planai wird der Cheftrainer des österreichischen Herrenskiteams Karl „Charly“ Wintersperger vermisst. Mohr und Bergmann sollen sein Verschwinden untersuchen, unterstützt werden sie dabei von Postenkommandant Völk.
Daniel, der Sohn von Sascha Bergmann, begleitet seinen Vater von Graz nach Schladming, er trifft sich dort mit seinem Freund, dem Umweltaktivisten Andi, Sohn von Pistenchef Stusnik. Sandra Mohr lernt die beiden zufällig kennen und freundet sich mit ihnen an, Sandra und Daniel haben einen One-Night-Stand. Daniel und Andi werden später während einer Aktion von der Polizei festgenommen, dabei erfährt Mohr, dass Daniel der Sohn ihres Vorgesetzten ist und sie gesteht Bergmann was zwischen ihr und Daniel geschenen ist.
Beim Bohren von Löchern für Slalom-Kippstangen wird Winterspergers Leiche zufällig unter der präparierten Piste gefunden. Zunächst ist unklar, ob ein Verbrechen vorliegt, ein Raubmord wird ausgeschlossen, weil die Geldbörse vorhanden ist, allerdings fehlt sein Handy. Es taucht ein Video auf, das Lukas Wintersperger an der Stelle zeigt, wo sein Vater später gefunden wurde. Lukas gibt an, seine Haube dort verloren zu haben.
Karl Wintersperger hatte sich durch seine ruppige Art und seinen Ehrgeiz einige Feinde gemacht, darunter seinen Bruder Franz, der Hüttenwirt, der ihm Geld schuldete, nun seinen Bruder Karl beerbt und damit ein Motiv hätte. Auch zu Winterspergers Sohn Lukas und seinem Ziehsohn Mario Walch, beide ambitionierte Mitglieder im Kader des Skiteams, war das Verhältnis angespannt. Der interimistische neue Cheftrainer Norbert Bachler gibt gegenüber den Medien bekannt, dass Lukas Wintersperger und Mario Walch trotz des Todesfalles am Rennen teilnehmen werden.
Das Handy von Karl Wintersperger wird später gefunden, darauf findet sich ein Video mit der Nachklubtänzerin Elena, die eine Beziehung mit Lukas Wintersperger hat. Lukas Wintersperger wird vorerst verhaftet, weil eine Tat aus Eifersucht vermutet wird. Lukas erzählt der Polizei, dass ihn sein Vater wegen seiner Beziehung zu Elena aus dem Skiteam werfen wollte, da angeblich seine sportliche Leistung nachgelassen hätte. Sie hätten sich deshalb zwar gestritten, aber getötet hätte er seinen Vater nicht.
Die Obduktion ergibt als Todesursache Ersticken. Auf der Jacke des Opfers wird Blut einer zweiten Person gefunden, die Blutgruppe passt aber nicht zu Lukas. Bergmann fordert eine Liste der Blutgruppen all jener Personen, die in der Nacht des Mordes auf der Hütte der Wintersperger waren. Mohr lässt währenddessen deren Ski spurentechnisch untersuchen.
Der kleine Jakob, Sohn des Hüttenwirts, wird zu einem wichtigen Zeugen, er erinnert sich, in der Nacht von Karls Tod Norbert Bachler mit Karl gesehen zu haben, außerdem stimmen die gesuchte Blutgruppe und der Skiabrieb mit jenen von Bachler überein. Bachler versucht zu flüchten, wird jedoch von der Polizei verhaftet und er gesteht die Tat. Er hatte in der Mordnacht den Streit zwischen Lukas und Karl beobachtet. Er wollte Karl eigentlich danach helfen, da er auf dem Boden lag, aber Karl hatte auch ihn nur beschimpft. Bei diesem Streit zwischen Karl Wintersperger und Bachler eskalierte die Situation jedoch.

## Produktion
Die Dreharbeiten fanden vom 22. Jänner bis zum 22. Februar 2017 statt, gedreht wurde in der Steiermark. Drehorte waren unter anderem die Planai und Schladming, die Reiteralm und das Hotel Pichlmayrgut. Produziert wurde der Film von der Allegro Film, beteiligt waren der Österreichische Rundfunk und die ARD (Degeto Film), unterstützt wurde die Produktion vom Fernsehfonds Austria und Cinestyria Filmcommission and Funds.
Für das Kostümbild zeichnete Martina List verantwortlich, für die Ausstattung Maria Gruber, für den Ton Heinz Ebner und für das Maskenbild Michaela Payer und Michaela Sommer. Die Autorin der Romanvorlage, Claudia Rossbacher, hat im Film einen Cameoauftritt.

## Rezeption

### Kritiken
Die Kleine Zeitung schrieb, die Markenzeichen der Landkrimis fehlten komplett: „die skurrilen Verbrechen, die genaue Beobachtung österreichischen Alltags, vor allem: die eigenbrötlerischen Charaktere.“ Stattdessen gebe es nur Klischees: „Stadttrotteln stapfen in Halbschuhen durch den Schnee, auf der Skihütte saufen sie immer Schnaps, Huren haben goldene Herzen, und Sportler sind korrupt. Nur Hary Prinz gibt einen richtig klass unsympathischen Ermittlersaubartl: immer unausgeschlafen, immer spitz, dem gönnt man, dass die junge Kollegin lieber mit seinem Sohn schnackselt. Regisseur Wolfgang Murnberger ist zu Schladming wenig eingefallen. Aber das sieht im Film wenigstens gut aus.“
Volker Bergmeister schrieb auf tittelbach.tv: „Sandra Mohr und Sascha Bergmann […] blicken hinter die Fassade des Leistungssports und stoßen auf Konkurrenz, Intrigen und Kommerz. Murnberger erzählt das konventionell, aber mit pointierten Dialogen und witzigen Sticheleien der Ermittler untereinander. Kurzweilige Krimiunterhaltung!“

### Einschaltquote
In Österreich verfolgten den Film bei Erstausstrahlung im ORF 863.000 Zuschauer, der Marktanteil lag bei 29 Prozent. Damit wurde ein neuer Höchstwert der Landkrimi-Reihe erreicht, bis dahin hatte der oberösterreichische Landkrimi Der Tote am Teich (2015) mit Josef Hader und Maria Hofstätter mit 840.000 die meisten Zuseher, abgelöst am 15. Dezember 2020 vom Kärntner Landkrimi Waidmannsdank mit 902.000 Zusehern.
In Deutschland sahen den Film bei Erstausstrahlung 5,48 Millionen Personen, der Marktanteil betrug 18,9 Prozent.

## Fortsetzung
2019 erschien mit dem 3. Teil der Landkrimi-Reihe in der Steiermark die Fortsetzung Steirerkreuz.